# Пападопулос, Василиос
Васи́лиос Пападо́пулос (англ. Vassilios Papadopoulos; род. 18 февраля 1961, Афины, Греция) — греко-американский учёный-фармаколог и университетский администратор, профессор, декан факультета фармацевтики Южно-Калифорнийского университета. Иностранный член Парижской медицинской академии и Национальной фармацевтической академии (Франция), фелло Американской ассоциации содействия развитию науки и Канадской академии медицинских наук. Основатель Центра повышения квалификации Дежардена при Научно-исследовательском институте Центра здравоохранения Университета Макгилла (RI-MUHC).
h-индекс = 74, процитирован > 20 440 раз.

## Биография

### Образование
Факультет фармацевтики Афинского национального университета имени Каподистрии (1982), Университет Пьера и Марии Кюри (1983, 1986), постдокторантура в Университете Нового Южного Уэльса (1987—1988).

### Карьера
1988—2007: преподаватель и профессор Медицинского центра Джорджтаунского университета (GUMC).
2003—2005: декан кафедры биохимии и молекулярной биологии GUMC.
2005—2007: директор Биомедицинской исследовательской организации (BGRO) Джорджтаунского университета.
2007—2016: профессор департаментов фаракалогии и экспериментальной терапии, медицины и биохимии Университета Макгилла.
2007—2016: директор и главный научный сотрудник RI-MUHC.
2016—н. в.: декан факультета фармацевтики Южно-Калифорнийского университета.
2016—н. в.: профессор Южно-Калифорнийского университета.
Автор многочисленных статей в рецензируемых научных журналах, обладатель множества патентов, член советов директоров и консультативных комитетов национальных и зарубежных биотехнологических компаний, а также редакционных коллегий ряда научных журналов.
Лауреат многочисленных наград и премий.
Владеет греческим, английским и французским языками.

## Научная деятельность
Исследования посвящены выявлению клеточных и молекулярных механизмов, отвечающих за инициирование и поддержание биосинтеза стероидов в надпочечниках, гонадах и головном мозге в норме и при патологии, а также изучению регуляции биосинтеза стероидов, внутриклеточной компартментализации и гомеостаза гормонами, химическими веществами, лекарственными препаратами, природными соединениями и факторами окружающей среды. Данные исследования проводятся с целью выявления механизмов патофизиологии стероидогенеза и разработки новых препаратов для лечения заболеваний, вызванных повышенным или пониженным уровнем стероидных гармонов, или изменения их субклеточной компартментализации как инструмента блокирования возникновения и/или прогрессирования заболевания.
Исследования финансируются Национальными институтами здравоохранения, Национальным научным фондом, частными фондами, министерством обороны США, Канадским инновационным фондом и Канадскими институтами исследований в области здравоохранения, а также предприятиями фармацевтической и биотехнологической промышленности.

## Избранные последние публикации
- Aghazadeh Y, Martinez-Arguelles DB, Fan J, Culty M, Papadopoulos V 2014 14-3-3ε protein adaptor and mitochondrial VDAC1 interactions drive luteinizing hormone-independent androgen formation in the male. Mol Therapy (Nature), 22:1779-1791.
- Li J, Daly E, Campioli, E, Wabish M, Papadopoulos V 2014 De novo synthesis of steroids and oxysterols in adipocytes. J Biol Chem, 289:747-764.
- Martinez-Arguelles DB, Campioli E, Lienhart C, Fan J, Culty M, Zirkin BR, Papadopoulos V 2014 In utero exposure to the endocrine disruptor di-(2-ethylhexyl) phthalate induces long-term changes in gene expression in the adult male adrenal gland. Endocrinology, 155:1667-1678.
- Rone MB, Midzak AS, Issop L, Rammouz G, Jagannathan S, Fan J, Ye X, Blonder J, Veenstra T, Papadopoulos V 2012 Identification of a dynamic mitochondrial protein complex driving cholesterol import, trafficking, and metabolism to steroid hormones. Mol Endocrinol, 26:1868-1882.
- Rammouz G, Lecanu L, Aisen P, Papadopoulos V 2011 A lead study on oxidative stress-mediated dehydroepiandrosterone formation in serum: the biochemical basis for a diagnosis of Alzheimer’s disease. J Alzheim Dis, 24:5-16.